# Bruno Fornaroli
Bruno Fornaroli Mezza (* 7. September 1987 in Salto) ist ein uruguayisch-australischer Fußballspieler.

## Karriere

### Verein
Der 1,75 Meter große, „Tuna“ genannte Offensivakteur Fornaroli entstammt der Jugendabteilung Nacional Montevideos. Er stand zu Beginn seiner Karriere seit der Apertura 2006 im Erstligakader. Bis einschließlich der Clausura 2008 erzielte er dort elf Tore in der Primera División. Sodann wechselte er nach Italien zu Sampdoria Genua. Die Wechselbedingungen enthielten laut Nacional-Vereinspräsident Ricardo Alarcón die Zahlung einer Ablösesumme durch den Klub aus der italienischen Hafenstadt in Höhe von drei Millionen Euro für 50 Prozent der Transferrechte. Bei den Genuesern bestritt er in der Spielzeit 2008/09 fünf Partien (kein Tor) in der Serie A und vier Spiele (zwei Tore) in der Europa League. Es folgte in der Clausura 2009 im Rahmen einer zunächst auf einen Zeitraum von einem halben Jahr mit einer 100.000-Euro-Verlängerungsoption um ein weiteres Jahr fixierten Ausleihe eine Station in Argentinien bei San Lorenzo de Almagro. Zudem sicherten sich die Argentinier eine Kaufoption in Höhe von 5,5 Millionen Euro. 12 Einsätze und zwei Tore in der argentinischen Primera División stehen ebenso wie drei Spiele (kein Tor) in der Copa Libertadores für ihn zu Buche. Nach Ablauf des halben Jahres kehrte er jedoch zu Sampdoria zurück. Bei seinem nachfolgenden Arbeitgeber Recreativo Huelva, dem er sich Ende August 2009 auf Leihbasis anschloss, weist die Statistik für ihn in der Saison 2009/10 ein Mitwirken in 17 Begegnungen (zwei Tore) der Liga Adelante und drei Partien (ein Tor) der Copa del Rey aus. Seit Juli 2010 stand er wieder in Reihen Sampdorias. Bis zu seinem erneuten Wechsel im Januar 2011 bestritt er ein weiteres Erstligaspiel (kein Tor) für die Italiener. Zum erwähnten Zeitpunkt schloss er sich auf Leihbasis Nacional Montevideo an. Bei den „Bolsos“ trug er mit neun Einsätzen in der Primera División und vier Toren zum Gewinn des uruguayischen Meistertitels der Spielzeit 2010/11 bei. Auch in vier Aufeinandertreffen (kein Tor) im Rahmen der Copa Libertadores kam er zum Zug. In der Saison 2011/12 war er wieder Spieler Sampdoria Genuas. Elfmal (kein Tor) lief er in der Serie B auf. Im Juli 2012 wechselte er nach Griechenland zu Panathinaikos Athen. In der Spielzeit 2012/13 stehen dort 17 Erstligaeinsätze (kein Tor) für ihn zu Buche. Auch drei Champions-League-, vier Europa-League-Spiele (jeweils ohne Torerfolg) und zwei nationale Pokalspiele (zwei Tore) weist seine Einsatzstatistik aus. Die Griechen verließ er Mitte Januar 2014 zugunsten eines Engagements beim Danubio FC in seiner uruguayischen Heimat. In der Clausura 2014 bestritt er 14 Spiele in der Primera División, schoss zwei Tore und gewann mit dem Klub die Meisterschaft der Saison 2013/14. Im Juli 2014 liehen die Montevideaner Fornaroli an den brasilianischen Klub Figueirense FC aus. Dort wurde er jedoch in der brasilianischen Série A nicht eingesetzt. Seit Jahresbeginn 2015 steht er wieder in Reihen Danubios. In der Saison 2014/15 sind elf Einsätze (drei Tore) in der Primera División und sechs (kein Tor) in der Copa Libertadores 2015 für ihn verzeichnet. Nach der Clausura 2015 bestätigten Danubio und er im Juli 2015 seinen Wechsel nach Australien zu Melbourne City. In der Saison 2015/16 bestritt er bei den Australiern – inklusive zweier Tore bei zwei Einsätzen in der Finalrunde – 29 Ligaspiele und schoss 25 Tore. Damit wurde er Torschützenkönig der A-League und gewann auch später den nationalen Pokal. Anschließend bestritt er in der Saison 2016/17 27 Spiele, bei denen er siebzehnmal ins gegnerische Tor traf. 2019 wechselte er dann zum Ligarivalen Perth Glory FC und von dort drei Jahre später zu Melbourne Victory.

### Nationalmannschaft
Fornaroli war mindestens im März 2003 Mitglied der von Jorge Da Silva trainierten uruguayischen U-17-Nationalmannschaft und nahm mit dieser an der U-17-Südamerikameisterschaft in Bolivien teil. Im März 2022 bestritt der mittlerweile 34-jährige Stürmer dann zwei Partien für die australische A-Nationalmannschaft während der WM-Qualifikation gegen Japan und Saudi-Arabien.

## Erfolge
- Uruguayischer Meister: 2011, 2014
- Australischer Pokalsieger: 2016
- Torschützenkönig der A-League: 2015/16